# 萨迪尔·拉姆达尼
萨迪尔·拉姆达尼（1999年1月2日—）是印尼足球运动员，司职中场与边锋。目前效力马来西亚超级足球联赛俱乐部沙巴，同时也代表印度尼西亚国家足球队。

## 荣誉

### 国家队
印尼U19
- 東南亞足協U-19青年錦標賽季军：2017、2018

印尼U23
- 东南亚运动会：
  - 银牌2019
  - 铜牌2017、2021